# Istinto di conservazione

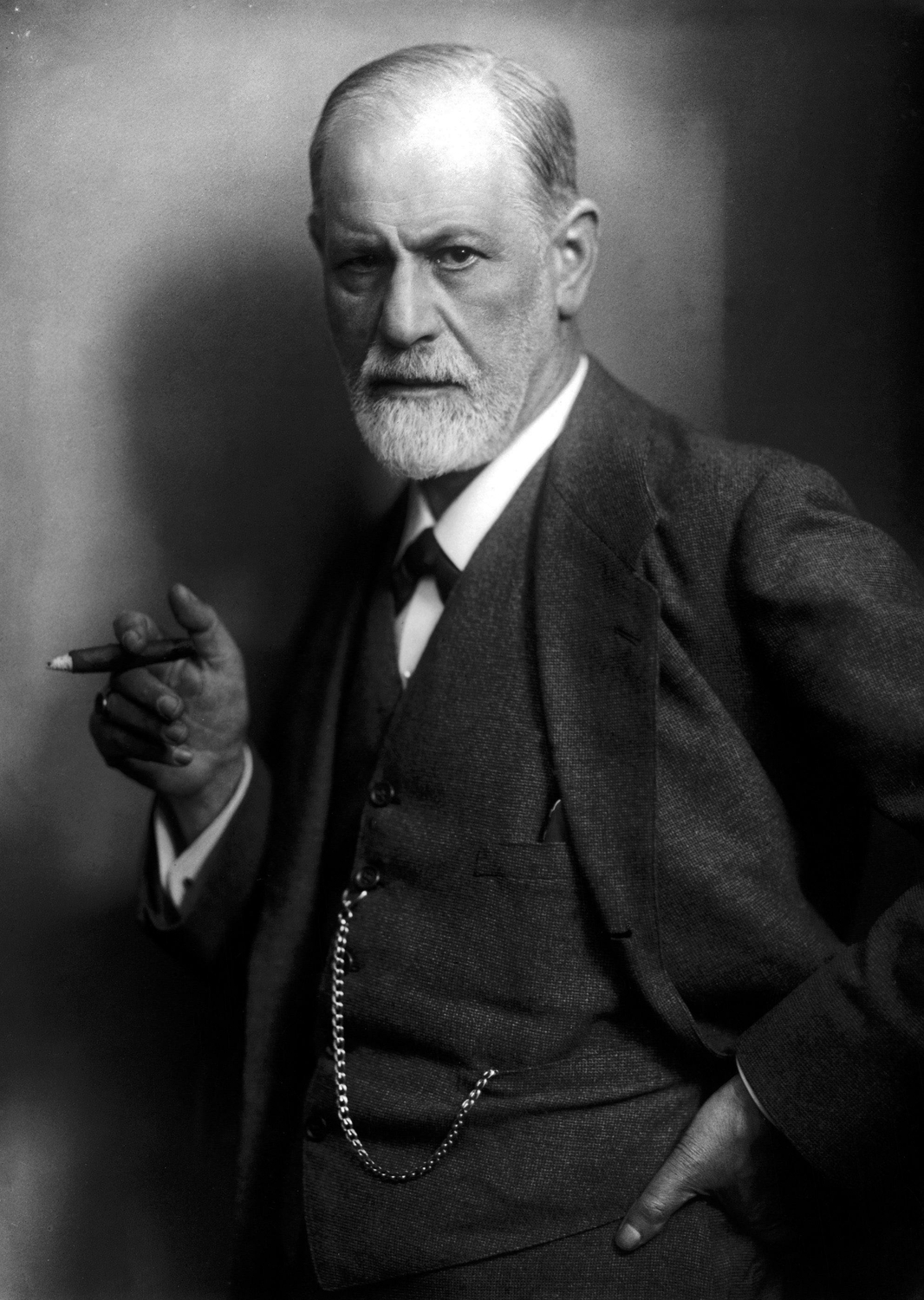
Sigmund Freud

L'istinto di conservazione, detto anche autoconservazione (e altresì comunemente definito istinto di sopravvivenza), è un impulso indirizzato alla conservazione di se stessi e della propria integrità.

## Scienze umane
Il filosofo tedesco Arthur Schopenhauer ne ha definito il concetto come Volontà di vivere, cioè come cieco e continuo impulso irrazionale che guida comportamenti istintivi, provocando un infinito e irriducibile sforzo a mantenere l'esistenza, senza del quale la natura stessa non potrebbe esistere.
Nel libro Al di là del principio di piacere, lo psicoanalista austriaco Sigmund Freud definisce il concetto di autoconservazione come pulsione di vita, in antitesi alla pulsione di morte.